# Лагервалль, Якоб Фредерик
Якоб Фредерик Лагервалль (фин. Jakob Fredrik Lagervall; 19 июля 1787, Контиолахти, — 7 ноября 1865, Хельсинки) — финский писатель.
Автор трагедии «Ruunulinna» (1834), которое являлось подражанием «Макбету», и было интересно как одно из первых драматических произведений на финском языке.